# Elm (bergstopp)
Elm är en bergstopp i Österrike.   Den ligger i distriktet Liezen och förbundslandet Steiermark, i den centrala delen av landet, 190 km väster om huvudstaden Wien. Toppen på Elm är 2 128 meter över havet.
Terrängen runt Elm är bergig österut, men västerut är den kuperad. Runt Elm är det ganska glesbefolkat, med 42 invånare per kvadratkilometer.. Närmaste större samhälle är Bad Aussee, 16,5 km sydväst om Elm. 
Trakten runt Elm består i huvudsak av gräsmarker.